# Collegio uninominale Lombardia 3 - 01 (2017)
Il collegio elettorale uninominale Lombardia 3 - 01 è stato un collegio elettorale uninominale della Repubblica Italiana per l'elezione della Camera tra il 2017 ed il 2022.

## Territorio
Come previsto dalla legge elettorale italiana del 2017, il collegio era stato definito tramite decreto legislativo all'interno della circoscrizione Lombardia 3.
Era formato dal territorio di 11 comuni: Borgosatollo, Bovezzo, Brescia, Castel Mella, Castenedolo, Cellatica, Collebeato, Flero, Nave, Roncadelle e San Zeno Naviglio.
Il collegio era quindi interamente compreso nella provincia di Brescia.
Il collegio era parte del collegio plurinominale Lombardia 3 - 01.

## Eletti
| Elezione | Elezione | Deputato         | Gruppo parlamentare      |
| -------- | -------- | ---------------- | ------------------------ |
|          | 2018     | Simona Bordonali | Lega per Salvini Premier |

## Dati elettorali

### XVIII legislatura
Come previsto dalla legge elettorale, 232 deputati erano eletti con sistema a maggioranza relativa in altrettanti collegi uninominali a turno unico.
| Candidati              | Candidati                  | Voti    | %     | Liste                    | Voti    | %     |
| ---------------------- | -------------------------- | ------- | ----- | ------------------------ | ------- | ----- |
|                        | Simona Bordonali ✔️ Eletto | 66 216  | 42,74 | Lega                     | 39 765  | 25,67 |
| Forza Italia           | Simona Bordonali ✔️ Eletto | 66 216  | 42,74 | 18 210                   | 11,76   |       |
| Fratelli d'Italia      | Simona Bordonali ✔️ Eletto | 66 216  | 42,74 | 6 939                    | 4,48    |       |
| Noi con l'Italia - UDC | Simona Bordonali ✔️ Eletto | 66 216  | 42,74 | 1 302                    | 0,84    |       |
|                        | Antonio Vivenzi            | 46 344  | 29,92 | Partito Democratico      | 38 814  | 25,06 |
| +Europa                | Antonio Vivenzi            | 46 344  | 29,92 | 6 078                    | 3,92    |       |
| Italia Europa Insieme  | Antonio Vivenzi            | 46 344  | 29,92 | 756                      | 0,49    |       |
| Civica Popolare        | Antonio Vivenzi            | 46 344  | 29,92 | 696                      | 0,45    |       |
|                        | Giorgio Sorial             | 29 582  | 19,10 | Movimento 5 Stelle       | 29 582  | 19,10 |
|                        | Donatella Cagno            | 6 327   | 4,08  | Liberi e Uguali          | 6 327   | 4,08  |
|                        | Claudio Taccioli           | 1 883   | 1,22  | Potere al Popolo!        | 1 883   | 1,22  |
|                        | Davide De Cesare           | 1 375   | 0,89  | CasaPound                | 1 375   | 0,89  |
|                        | Fiorenza Anselmi           | 1 285   | 0,83  | Il Popolo della Famiglia | 1 285   | 0,83  |
|                        | Silvia Masserdotti         | 914     | 0,59  | Italia agli Italiani     | 914     | 0,59  |
|                        | Paola Dall'Asta            | 397     | 0,26  | Grande Nord              | 397     | 0,26  |
|                        | Loris Garau                | 277     | 0,18  | 10 Volte Meglio          | 277     | 0,18  |
|                        | Raffaella Novellino        | 171     | 0,11  | Italia nel Cuore         | 171     | 0,11  |
|                        | Lucia D'Errico             | 141     | 0,09  | PRI - ALA                | 141     | 0,09  |
| Totale                 | Totale                     | 154 912 | 100   |                          | 154 912 | 100   |
|                        |                            |         |       |                          |         |       |
| Voti non validi        | Voti non validi            | 4 190   | 2,63  |                          |         |       |
| Votanti                | Votanti                    | 159 102 | 72,01 |                          |         |       |
| Elettori               | Elettori                   | 220 946 |       |                          |         |       |